# チン民族軍
チン民族軍（チンみんぞくぐん、ビルマ語: ချင်းအမျိုးသားတပ်မတော်、英語: Chin National Army、略称CNA）は、ミャンマー西部のチン州を中心に活動するチン族系少数民族武装勢力である。チン民族戦線（CNF）の軍事部門であり、1988年3月20日の同組織発足時に成立した。2012年1月6日、ミャンマー政府と停戦合意した。2021年のクーデター後は多数の民主派民間人を訓練し、また軍との戦闘を再開した。

## 歴史
1988年、ヤンゴンで大規模なデモ（8888民主化運動）が発生すると、政府は高校と大学を閉鎖し、少数民族の学生たちを故郷に戻した。しかし、故郷に戻った学生たちは、率先してデモ隊を組織。チン州でも、帰郷したチン族の学生たちがデモ隊を組織し、学生リーダーが逮捕されると、住民が警察署を取り囲んで釈放させたり、デモ隊が官公庁を占拠したりと盛り上がりを見せたが、結局、政府が軍隊を差し向けたことによりデモは鎮圧された。
しかし一部のチン族の民族指導者と学生たちは、当局の弾圧を避けてインドのミゾラム州に逃れ、その地でチン民族戦線（CNF）/チン民族軍（CNA）を結成。さらに少数民族武装勢力の連帯組織・民族民主戦線（National Democratic Front：NDF）や少数民族武装勢力と1988年民主化運動の学生組織の連帯組織・ビルマ民主同盟（Democratic Alliance of Burma：DAB）にも参加した。彼らはインドの諜報機関である 調査分析局に協力する見返りとして援助を受け、2005年まではミゾラム州南部に基地を保有していた。
しかし結成当初からファラム県出身のチン族とハカ県出身のチン族との間に確執があり、ファラム・チン族のメンバーの脱退が相次いだ。脱退したファラム・チン族のメンバーはチン統合軍（CIA）、チン解放評議会（CLC）、チン民族連合（CNC）、チン民族同盟（CNC）などの政治組織を結成したが、現在はほとんど活動していない。
以上のような経緯より、CNFは勢力を拡大できず、200人程度と小規模な組織で、兵器の大半が木製という弱小勢力に留まり、国軍への抵抗も小規模かつ散発的で、特にファラム県の住民からの支持を得られなかった。2012年1月6日には政府と停戦合意を結び、2015年10月15日に結ばれた全国停戦合意にも名を連ねた。この際、停戦合意に署名するためには相応の戦力を持っていなかればならないと考えた政府から、基地設置用の土地を与えられている。

## 2021年のクーデター後
2021年のクーデター後のチン州においての初期の戦闘にCNFは積極的に参加しなかった。初期の戦闘はチンランド防衛隊（CDF）、チン民族防衛隊（CNDF）などクーデター後に新たに結成された武装勢力が主導し、伝統的な狩猟銃などを使用した攻撃でミャンマー軍（以下、国軍）に百人超もの犠牲者を出した。しかしCNFも同年2月20日に他の武装勢力と共同で国軍を非難する声明を出し、希望者に軍事訓練を行っていた。同年5月28日には、CNFは、少数民族武装組織としては初となる国民統一政府への同盟を宣言した。この件について、バーティル・リントナーは、CNFは状況の変化に置いて行かれるのを恐れたのではないかと推測している。同年9月には、CNFは1万人ほどの民間人に軍事訓練を行い、CDFや国民防衛隊（PDF）に装備やアドバイスを提供したと述べた。
その後CNFは、州各地でこれらの武装勢力と連合して戦い、国軍に多数の犠牲を出した。激戦地となり軍による放火で破壊されたチン州の都市タントランをめぐっては2023年10月現在までに100回超の戦いが行われ、同市における軍の拠点は前線基地1つのみとなっている。この連合は2023年4月には同州の都市ハカに向かう国軍の車列を壊滅させるなど、国軍の道路を利用した物資の輸送を困難にしている。同州における民主派武装組織の連合体であるチンランド共同防衛委員会（CJDC）は、同州において民主派と比べ国軍が不釣り合いに多くの犠牲を出していると主張した上で、原因を現地の地勢への不慣れさと士気の欠如に求めている。2022年3月には、CNFの報道官は、民主派メディア・イラワジのインタビューにおいて、チン州の民主派武装勢力はチン州の4分の3を支配し、国軍支配下にあるのは主に都市部と道路にとどまっていると述べた。
2023年10月の三兄弟同盟による大規模な1027作戦の開始後、CNFは一部の都市への攻撃を行い、同年11月にはインドとの国境にある都市リー及び人口3000人の都市ライレンピを占拠した。そして2023年12月末、CNFは、他のチン州の民主派武装組織と共同で、国軍支配下の州政府に代わる統治機構としてチンランド評議会（CC）を樹立した。同州の民主派武装組織の8割超は同評議会への参加を表明したが、CDFやCNDFは、CNFが主導権を握り横柄にふるまっていると感じ参加を見送り、チン兄弟同盟（CB）を結成した。
ちなみにCNFは、国軍だけでなくインドを中心に活動するゾミ革命軍（ZRA）との戦闘も行っている。現地住民は、ZRAを同州北部のPDFに攻撃を加えたとして非難している。

## アラカン軍との対立
チン州南部の町・パレッワをめぐってアラカン軍（AA）と対立している。パレッワの住民の大半はチン族のサブグループとされるクミ族だが、ラカイン族も少数ながら住んでいる。パレッワは伝統的にラカイン族の土地とされてきたが、1948年に独立した際に、その民族構成を反映して、チン特別区に編入されたという経緯がある。